# 김은영 (아나운서)
김은영(1972년 3월 18일 ~ )은 대한민국의 CBS 소속 아나운서이다.

## 학력
- 1988년 ~ 1991년 : 춘천여자고등학교
- 1991년 ~ 1995년 : 강원대학교 신문방송 학사45년

## 경력
- 1995년 3월 ~ 현재 : CBS 아나운서35년

## 수상
- 2009년 한국아나운서대상 라디오진행자상

## 출연작

### CBS
- CBS 아침종합뉴스
- CBS 저녁종합뉴스
- CBS 뉴스
- 김은영의 가스펠 아워 (2006년 3월 13일 ~ 2010년 5월 9일 / 2012년 5월 21일 ~ 2016년 1월 17일)
- 김은영의 CCM 캠프 (2009년 4월 13일 ~ 2010년 5월 9일 / 2016년 10월 31일 ~ 2017년 4월 30일)
- 김은영의 음악풍경 (2010년 5월 10일 ~ 2011년 11월 5일)